# Замък Тараскон
Замъкът на Тараскон (на френски: Château de Tarascon), известен също и като Замък на крал Рене, е главната забележителност на град Тараскон в Прованс, Франция, разположен на брега на река Рона срещу град Бокер.

## Разположение
Замъкът е разположен на скалист остров на брега на река Рона, която протича до негова стена. Ров, прокопан в скалата, обкръжава замъка.

## История
Първото военно укрепление на място на съвременния замък е сътворено още от римляните. Строежът е започнат в началото на XII век. Шарл I Анжуйски приспособява за своите нужди традиционния феодален замък. От тогава замъкът охранява западния край на Графство Прованс.
През 1368 г. конетабълът Бертран дю Геклен обсажда и превзема Тарасконската крепост. При завръщането си от Италия херцог Луи II Валоа-Анжуйски я намира в руини.
Замъкът носи името на Рене I Анжу, макар да е построен от неговия баща и от по-големия му брат през 1400 г. по проект на Жан Робер.
По-късно замъкът се използва за затвор. От 1926 г. става худжествен музей (Centre d'art René d'Anjou).

## Известност
Замъкът се прославя след издаването през 1872 г. на книгата „Необичайните приключения на Тартарен Тарасконски“ - сатиричен роман от френския писател Алфонс Доде.
- изглед от юг
- изглед от север
- Тържества около замъка
- изглед на замъка